# ゾッポラ
ゾッポラ（伊: Zoppola）は、イタリア共和国フリウリ＝ヴェネツィア・ジュリア州ポルデノーネ県にある、人口約8,300人の基礎自治体（コムーネ）。

## 地理

### 位置・広がり

#### 隣接コムーネ
隣接するコムーネは以下の通り。
- カザルサ・デッラ・デリーツィア
- コルデノンス
- フィウーメ・ヴェーネト
- ポルデノーネ
- サン・ジョルジョ・デッラ・リキンヴェルダ
- ヴァルヴァゾーネ・アルゼネ

### 気候分類・地震分類
ゾッポラにおけるイタリアの気候分類 (it) および度日は、zona E, 2481 GGである。
また、イタリアの地震リスク階級 (it) では、zona 2 (sismicità media) に分類される。

## 行政

### 分離集落
ゾッポラには、以下の分離集落（フラツィオーネ）がある。
- Castions, Cusano, Murlis, Orcenico Inferiore, Orcenico superiore, Ovoledo, Poincicco

## 姉妹都市
- トナン（英語版）、フランス 1982年8月8日
- ザンクト・ゲオルゲン・アム・レングゼー（ドイツ語版）、オーストリア 1996年